# Solifenacin
Solifenacin ist der Freiname eines Arzneistoffs zur Behandlung von Symptomen der überaktiven Blase (engl. „overactive bladder“, „OAB“). Er gehört zur pharmakologischen Gruppe der urologischen Spasmolytika.
Solifenacin ist ein gelbes Öl. Arzneilich verwendet wird sein Salz der Bernsteinsäure (Solifenacinsuccinat).

## Pharmakologie

### Anwendungsgebiete und klinische Wirkungen
Solifenacin ist zur symptomatischen Behandlung der Dranginkontinenz bzw. des imperativen Harndrangs und der Pollakisurie, wie sie bei Patienten mit dem Syndrom der überaktiven Blase auftreten können, zugelassen.

### Wirkmechanismus
Die Harnblase wird von parasympathischen, cholinergen Nerven innerviert. Acetylcholin bewirkt über Muskarinrezeptoren, hauptsächlich über den Subtyp M3, eine Kontraktion der glatten Muskulatur des Musculus detrusor. Als Rezeptorantagonist hemmt Solifenacin den Muskarinrezeptor M3 kompetitiv und spezifisch, da es nur eine geringe oder keine Affinität zu verschiedenen anderen Rezeptoren oder Ionenkanälen aufweist.
Solifenacin bindet ca. zwölffach besser am menschlichen M3- als am M2-Muskarinrezeptor. Das Verhältnis gegenüber M1-Rezeptoren liegt bei ca. 2,5. Diese Ergebnisse aus Tierversuchen sind auf den Menschen nicht übertragbar.

### Nebenwirkungen
Aufgrund der pharmakologischen Wirkung von Solifenacin können anticholinerge Nebenwirkungen von in der Regel leichtem bis mittlerem Schweregrad hervorgerufen werden. Die Häufigkeit ist dosisabhängig.
Die am häufigsten beschriebene Nebenwirkung, die im Vorkommen aber deutlich unter dem anderer Anticholinergika liegt, ist Mundtrockenheit, die unter der Dosis von 5 mg Solifenacin täglich bei etwa 11 % der Patienten auftritt.
Außerdem treten in sehr geringerem Ausmaß Nebenwirkungen wie z. B. Verstopfung, Übelkeit, Bauchschmerzen, verschwommenes Sehen u. a. auf.
In einer klinischen Studie wurde Solifenacin (beide zugelassenen Dosierungen wurden gemeinsam ausgewertet) direkt mit einem retardierten Anticholinergikum verglichen. Unter Solifenacin berichteten mehr Patienten über Mundtrockenheit als unter der Vergleichssubstanz (30 % gegenüber 24 %). Das Gleiche gilt für Verstopfung (6,4 % gegenüber 2,5 %). Sehstörungen traten seltener unter Solifenacin auf (0,7 % gegenüber 1,7 %).

### Wechselwirkungen
Es sind keine klinisch relevanten Arzneimittelwechselwirkungen von Solifenacin bekannt.

## Handelsnamen
Vesicare (A, CH), Vesikur (D)